# Madeline Schizas
Madeline Schizas (* 14. Februar 2003 in Oakville, Ontario) ist eine kanadische Eiskunstläuferin, die im Einzellauf antritt. 2022 gewann sie bei den kanadischen Meisterschaften die Goldmedaille und vertrat ihr Land bei den Olympischen Winterspielen in Peking.

## Karriere
Madeline Schizas gewann 2019 bei den kanadischen Meisterschaften der Junioren die Silbermedaille. Im folgenden Jahr erreichte sie in der Kategorie der Senioren dann den dritten Platz.
2021 gab Schizas ihr Weltmeisterschaftsdebüt in Stockholm. In ihrem Kurzprogramm landete sie unter anderem eine erfolgreiche Dreifach-Lutz-Dreifach-Toeloop-Kombination und erreichte damit eine Punktzahl von 68,77, womit sie den neunten Platz belegte. Bei der darauffolgenden Kür wurde sie mit einer Punktzahl von 117,01 Vierzehnte und lag somit in der Gesamtwertung mit 185,78 Punkten auf dem dreizehnten Platz.
Bei der Finlandia Trophy in der Saison 2021/22 nahm Schizas das erste Mal an einem Wettbewerb der ISU-Challenger-Serie teil. Bei Skate Canada, ihrem ersten Wettbewerb der ISU-Grand-Prix-Serie, wurde sie Achte und beim Cup of Russia, wo sie mit 192,14 Punkten in der Gesamtwertung eine persönliche Bestleistung aufstellte, belegte sie den sechsten Platz.
Bei den kanadischen Meisterschaften 2022 gewann Schizas die Goldmedaille und sicherte sich damit eine Nominierung für die Olympischen Winterspiele in Peking.
Bei den Olympischen Winterspielen in Peking trat sie im Teamwettbewerb für das kanadische Team an. In ihrem Kurzprogramm zu Eugen Dogas Dulcea Și Tandra Mea Fiară zeigte sie eine Kombination aus dreifachem Lutz und dreifachem Toeloop, einen dreifachen Rittberger sowie einen zweifachen Axel. Mit einer neuen persönlichen Bestleistung von 69,60 Punkten belegte sie damit den dritten Platz und brachte ihrem Team so acht Punkte ein. In ihrer Kür zur Musik von Madama Butterfly zeigte sie sechs Dreifachsprünge und stellte auch dort eine neue persönliche Bestleistung von 132,04 Punkten auf. Dadurch belegte sie erneut den dritten Platz und trug dazu bei, dass das kanadische Team insgesamt den vierten Platz erreichte.
An ihre Erfolge im Teamwettbewerb konnte Schizas im darauffolgenden Einzelwettbewerb nicht mehr anknüpfen. Im Kurzprogramm erreichte sie mit 60,53 Punkten nur den 20. Platz und in der Kür mit 115,03 Punkten den 18. Platz. In der Gesamtwertung wurde sie mit 175,56 Punkten Neunzehnte.
Bei den Weltmeisterschaften 2022 erreichte Schizas sowohl im Kurzprogramm als auch in der Kür den 10. Platz. In der Gesamtwertung belegte sie den 12. Platz.

## Ergebnisse
| Meisterschaft / Jahr           | 2019  | 2020  | 2021  | 2022  | 2023  | 2024  |
| ------------------------------ | ----- | ----- | ----- | ----- | ----- | ----- |
| Olympische Winterspiele        |       |       |       | 19.   |       |       |
| Weltmeisterschaften            |       |       | 13.   | 12.   |       |       |
| Kanadische Meisterschaften     | 2. J  | 3.    | A     | 1.    | 1.    | 2.    |
| Grand-Prix-Wettbewerb / Saison | 18/19 | 19/20 | 20/21 | 21/22 | 22/23 | 23/24 |
| Grand Prix Espoo               |       |       |       |       | 5.    |       |
| Skate Canada                   |       |       | A     | 8.    | 7.    | 4.    |
| Cup of Russia                  |       |       |       | 6.    |       |       |
| Cup of China                   |       |       |       |       |       | 5.    |
| Teamwettbewerb / Saison        | 18/19 | 19/20 | 20/21 | 21/22 | 22/23 | 23/24 |
| Olympische Winterspiele        |       |       |       | 4.    |       |       |
| Sonstiger Wettbewerb / Saison  | 18/19 | 19/20 | 20/21 | 21/22 | 22/23 | 23/24 |
| Finlandia Trophy               |       |       |       | 9.    |       |       |

J = Junioren
A = Abgesagt wegen der COVID-19-Pandemie